# Fausto Zevi
Fausto Zevi (Roma, 11 novembre 1938) è un archeologo italiano, allievo di Ranuccio Bianchi Bandinelli.

## Biografia
Dopo aver insegnato all'Università di Napoli "Federico II" è stato professore di Archeologia e storia dell'arte arte greco-romana all'Università di Roma "La Sapienza".
Ha ricoperto gli incarichi di Sovrintendente a Ostia, Napoli, Pompei e  Roma.
Ha al proprio attivo oltre 200 pubblicazioni su Roma arcaica, sull'ellenismo romano e sui problemi topografici e urbanistici di Pompei, Ostia, e Roma. È membro dell'Accademia Nazionale dei Lincei, Istituto Nazionale di Studi Etruschi ed Italici, dell'Istituto archeologico germanico e membro onorario della British School di Roma.